# آنژیوفیبروم
آنژیوفیبروم (انگلیسی: Angiofibroma) یک تومور خوش‌خیم متشکل از مخلوطی از رگ‌های خونی و بافت همبند فیبری.  آنژیوفیبروم مخاطی پولیپ رنگی با پاهای پهن یا باریک است. به دنبال خونریزی پیاپی، تومور ممکن است قهوه‌ای شود. آنژیوفیبروم نازوفارنکس به عنوان یک فرم بالینی خاص توصیف می‌شود. آنژیوفیبروم جلدی یک ندول کوچک و به وضوح مشخص با سطح برش زرد مایل به قرمز یا قهوه‌ای است. آنژیوفیبروم پوستی بسته به غلبه عناصر سلولی می‌تواند لیپیدی یا سیدروتیک باشد. آنژیوفیبروم لیپیدی پوستی با سلول های بزرگتر مشخص می‌شود، در حالی که آنژیوفیبروم سیدروتیک با حضور مقادیر زیادی هموسیدروفاژ مشخص می شود. محل آنژیوفیبروم متفاوت است، اما غشای مخاطی دستگاه تنفسی فوقانی و پوست اندام‌ها اغلب تحت تأثیر قرار می‌گیرند. بروز کم است، عمدتاً در افراد میانسال و مسن. آنژیوفیبروما ضعیف رشد می کند و گاهی اوقات برای مدت طولانی متوقف می‌شود. به ندرت پس از برداشتن جراحی عود می کند.